# Нукулаэлаэ

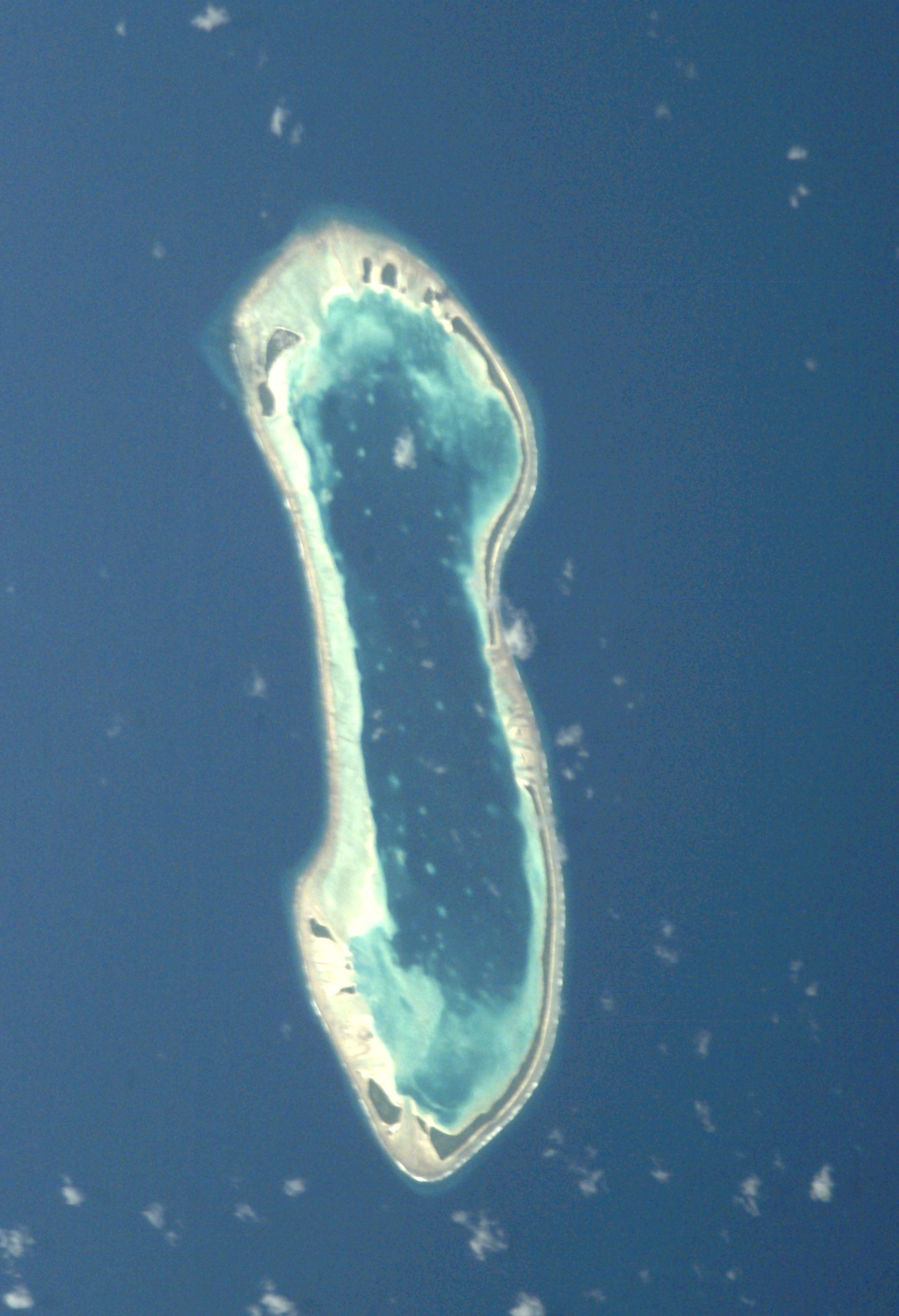
Космический снимок острова.

Нукулаэлаэ (англ. Nukulaelae) — атолл и один из девяти административных округов Тувалу.

## География
Расположен в южной части архипелага Тувалу. Состоит из 19 островков (или моту):
| - Асиа - Аула - Фангауа - Фенуалаго - Фетуатаси | - Калилаиа - Кавуту - Мотала - Мотуалама - Мотукатули | - Мотукатули-Фолики - Мулитеатуа - Ниуоко - Тапуаэлани - Теафатуле | - Теафуафату - Темотулото - Темотутафа - Туилото |

## История
Согласно местным легендам, Нукулаэлаэ был заселён жителями острова Ваитупу. В 1821 году остров открыл американец Джордж Барретт (англ. George Barrett), который назвал его островом Митчелл (англ. Mitchell Island) в честь владельца корабля по имени Аарон Митчелл (англ. Aaron Mitchell). В 1863 году две трети всего населения Нукулаэлаэ было пленено перуанскими работорговцами, которые перевезли захваченных жителей в Перу на острова Чинча.

## Население
В 2002 году численность населения Нукулаэлаэ составляла 393 человек. Главное поселение — деревня Фангауа.